# Fever Pitch Soccer
Fever Pitch Soccer (ook wel Head-On Soccer) is een videospel voor het platform Atari Jaguar. Het spel werd uitgebracht in 1995.

## Ontvangst
| Beoordelaar                          | Platform        | Datum           | Score |
| ------------------------------------ | --------------- | --------------- | ----- |
| GamePro (VS)                         | Sega Mega Drive | september 1995  | 90%   |
| GamePro (VS)                         | SNES            | augustus 1995   | 90%   |
| Mega Fun                             | SNES            | juli 1995       | 87%   |
| Electronic Gaming Monthly (EGM)      | SNES            | september 1995  | 82%   |
| Game Players                         | Sega Mega Drive | september 1995  | 80%   |
| Video Games & Computer Entertainment | Jaguar          | april 1996      | 80%   |
| Total! (Duitsland)                   | SNES            | juli 1995       | 80%   |
| GamePro (VS)                         | Jaguar          | april 1996      | 80%   |
| Sega-16.com                          | Sega Mega Drive | 29 oktober 2012 | 70%   |
| The Video Game Critic                | Jaguar          | 2 augustus 2013 | 67%   |